# Medvenka
Medvenka (in russo Медвенка?) è un insediamento di tipo urbano della Russia europea, nell'oblast' di Kursk; è il centro amministrativo del distretto Medvenskij.
Si trova 33 km a sud di Kursk e a 65 km dal confine russo-ucraino.